# Bonnevaux (Doubs)
 Bonnevaux  es una comuna y población de Francia, en la región de Franco Condado, departamento de Doubs, en el distrito de Pontarlier y cantón de Mouthe.
Su población en el censo de 1999 era de 260 habitantes.
Está integrada en la Communauté de communes du Plateau de Frasne et du Val de Drugeon.

## Demografía
| 229 | 246 | 218 | 230 | 224 | 260 |
| Para los censos de 1962 a 1999 la población legal corresponde a la población sin duplicidades (Fuente: INSEE [Consultar]) |     |     |     |     |     |

## Lugares de interés
- Los pantanos situados entre Frasne y Bonnevaux.
- La Pastorale, antigua granja.[3]

## Personalidades ligadas a la comuna
- Jean-Baptiste Jacquenet